# Scardamia klossi
Scardamia klossi là một loài bướm đêm trong họ Geometridae.